# Ahn Sang-soo
Ahn Sang-soo (* 1952 in Chungju) ist ein südkoreanischer Grafikdesigner, Typograf und Hochschullehrer.

## Leben und Werk
Ahn studierte an der Hongik Universität in Seoul. 1991 wurde er zum Professor am College of Fine Arts der Hongik Universität berufen. 1995 erhielt er die Ehrendoktorwürde der britischen Kingston University. Von 1997 bis 2001 war er Vizepräsident der Icograda. 2001 organisierte Ahn die Typojanchi, eine internationale Typografie-Biennale in Seoul.
Sein Werk als Grafiker zeichnet sich durch formell minimalistische Bezüge zur Landschaft Koreas aus und umfasst vor allem Plakatentwürfe und Bücher. Bekannt wurde Ahn als Erneuerer der traditionellen Hangeul-Schrift, für die er mehrere Zeichensätze entwarf. 1988 ehrte ihn die Hangeul Akademie für seine Verdienste um die Weiterentwicklung der Hangeul-Schrift.
1999 wurde Ahn Sang-soo in die Alliance Graphique Internationale (AGI) aufgenommen. 2007 wurde er mit dem Gutenberg-Preis der Stadt Leipzig ausgezeichnet. Im Klingspor-Museum fand im April 2008 eine Retrospektive seiner Werke statt.